# キングギドラ
キングギドラ（King Ghidorah）は、東宝の「ゴジラシリーズ」をはじめとした特撮怪獣映画に登場する架空の怪獣である。
ゴジラシリーズ初の宇宙怪獣である。1964年に公開された映画『三大怪獣 地球最大の決戦』で初登場して以来、ゴジラのライバル怪獣として多くのゴジラシリーズに登場している。

## 特徴
竜を思わせる3つの頭部と、それを支える長くしなやかな3本の首、2本の長い尾、全身を覆う黄金色の鱗（うろこ）、太い2本の足に加え、飛行に用いる巨大な1対の翼を持つ。口からは稲妻のような形状の引力光線を吐く。従来の東宝怪獣は実在の生物をモデルにしていたが、キングギドラは宇宙怪獣という設定から地球上の生物の枠にはまらない大胆なデザインとなり、後の怪獣デザインに大きく影響を与えたとされる。
出演作品における扱いはそのほとんどが悪役・敵役となっており、ゴジラとの交戦回数がもっとも多い怪獣でもある。また、平成時代の作品以降はサイボーグ体のメカキングギドラ、亜種怪獣のデスギドラやカイザーギドラなど、数々のバリエーションが作られている。
昭和時代の作品におけるキングギドラには、「どのような存在なのか」（どのような生命体なのか、宇宙のどこで誕生したのか、など）ということの詳細な公式設定は存在していない。幼児向けの「怪獣図艦」などで「想像図」としての内部図解などが描かれたことはあるが、劇中の設定として語られたこともない。食性なども不明であるが、後年の作品では怪獣や人間を捕食する（あるいはそれらのエネルギーを吸収する）という設定になっているものがある。

## 名称
命名は、『三大怪獣 地球最大の決戦』の脚本を担当した関沢新一による。名前はギリシア神話のヒドラに由来する。ロシア語におけるヒドラの発音は「ギドラ」(Гидра, ˈɡʲidrə) であり、それが転じたものとなっている。
作品によっては単に「ギドラ」と呼称されているものもある。
英語圏では当初のスペリングは「King Ghidrah」であったが、のちに「Ghidorah」に変更された。

## 造形
全身の造形は日本神話を描いた特撮映画『日本誕生』（東宝、1959年）に登場する八岐大蛇の造形物がイメージ元となっているほか、1956年にソビエト連邦で制作、1959年3月に新東宝配給で日本公開された『豪勇イリヤ 巨竜と魔王征服』（原題：Илья Муромец（ILJA MUROMETS）、イリヤー・ムーロメツ）の火を噴く3頭龍（ロシア・東欧に伝承される三つ首竜ズメイ）の影響を指摘する向きもある。この作品のズメイは、日本に配給された際に「キング・ドラゴン」と紹介されている。また、『三大怪獣』公開当時のパンフレットでは、ヒュドラー、ユニコーン、ペガサス、麒麟などがモチーフとして挙げられていた。『三大怪獣』のDVDオーディオコメンタリーの語り手を担当した佐藤利明は、ドイツ映画『ニーベルンゲン 第一部/ジークフリート』（1924年）に登場したドラゴンが原型であることを同コメンタリー内にて述べている。
基本的にはゴジラなどと同様に内部にスーツアクターが入って演技する着ぐるみ怪獣であるが、3つの頭、2枚の翼、2本の尻尾といったそれらの大きなパーツが独立した動きをするため、『三大怪獣』など当初の作品ではピアノ線の操作に約25名前後の人員を必要とするなど、操演は困難をきわめていた。同作品の撮影当時に円谷英二に師事していた川北紘一は、3つの首の動きが揃い過ぎないように動かす工夫をしたり、エレクトーンを使った鳴き声も首ごとに変えたりしていたという。
操演の際には、3つの頭を区別するためにそれぞれに愛称が付けられることがある。
『ゴジラvsキングギドラ』や『モスラ3 キングギドラ来襲』でデザインを担当した西川伸司は、金色で3本の首と翼があればキングギドラとして成立するが、着ぐるみとして成立させるためにはちょっとしたバランスや肉付けの違いで動きの印象が変わってしまうデリケートな怪獣であると評している。『モスラ3』や『ゴジラ FINAL WARS』で造型プロデューサーを務めた若狭新一も、怪獣の中で一番バランスをとるのが難しいといい、造型作業だけでなく、撮影現場でセッティングした状態で一番かっこいい状態にしなければならないと述べている。『ゴジラ・モスラ・キングギドラ 大怪獣総攻撃』で造形を担当した品田冬樹は、キングギドラのスーツはあまり動けないので真ん中に構え、周囲の動ける怪獣がキングギドラに攻撃を仕掛けるというフォーメーションが一番いいと評しており、同作品や『ゴジラ対ガイガン』のようにキングギドラからゴジラに仕掛けるという構図にするのは大変であると語っている。

## 登場映画リスト
公開順。右は各作品に登場する怪獣（キングギドラ、その他の怪獣の順）。
- 『三大怪獣 地球最大の決戦』（1964年） - キングギドラ、ゴジラ、ラドン、モスラ（幼虫）
- 『怪獣大戦争』（1965年） - キングギドラ、ゴジラ、ラドン
- 『怪獣総進撃』（1968年） - キングギドラ、ゴジラ、ミニラ、ラドン、モスラ（幼虫）、アンギラス、バラゴン、ゴロザウルス、マンダ、バラン、クモンガ
- 『地球攻撃命令 ゴジラ対ガイガン』（1972年） - キングギドラ、ゴジラ、アンギラス、ガイガン
- 『ゴジラvsキングギドラ』（1991年） - ドラット→キングギドラ→メカキングギドラ、ゴジラザウルス→ゴジラ
- 『モスラ3 キングギドラ来襲』（1998年） - キングギドラ、モスラ、フェアリーモスラ、原始モスラ、ガルガルIII
- 『ゴジラ・モスラ・キングギドラ 大怪獣総攻撃』（2001年） - ギドラ / 魏怒羅→キングギドラ / 千年竜王、ゴジラ、バラゴン / 婆羅護吽、モスラ / 最珠羅
- 『GODZILLA 星を喰う者』（2018年） - ゴジラ・アース、セルヴァム、モスラ（卵）
- 『ゴジラ キング・オブ・モンスターズ』（2019年） - キングギドラ、ゴジラ、モスラ、ラドン[27]

『ゴジラ対メカゴジラ』（1974年）、『メカゴジラの逆襲』（1975年）では過去の映像を流用で登場。特撮テレビ番組『流星人間ゾーン』（1973年）、『ゴジラアイランド』（1997年）、パチンコ『CRゴジラ3・4』、『ゴジラ・パチスロウォーズ』、『Pゴジラ対エヴァンゲリオン〜G細胞覚醒〜』、新作特撮短編『フェス・ゴジラ4 オペレーション ジェットジャガー』およびその続編『フェス・ゴジラ5 怪獣大決戦』にも登場する。
『ゴジラvsメカゴジラ』（1993年）ではメカキングギドラのメカ首の残骸が登場する。
『モスラ』（1996年版）にはデスギドラ、『ゴジラ FINAL WARS』（2004年）にはモンスターX＝カイザーギドラという亜種怪獣が登場する。

## 高次元怪獣ギドラ
- 身長：不明[注釈 6]

アニメーション映画『GODZILLA』（2018年）に登場。
異星人エクシフが「黄金の終焉」「金色の王」「黄金の虚無」と称する黄金の怪獣。作中ではブラックホールより現出した3つの首のみが登場し、胴体や翼、足、尻尾を含めた全体像は登場人物たちが幻視したイメージのシルエットのみの登場となっている。全身が出現した場合はただちに惑星ごとすべてを飲み込んでしまうため、ギドラを信奉するエクシフにも真の全体像を見た者はなく、彼らの精神の中で定義された造形が他の観測者に見えているのに過ぎない。
エクシフの信仰で語られる「宇宙知性」「既存の宇宙を超えた高次の領域へと至る門」と同一の存在。エクシフにとっては信仰の対象であり、差し出された母星エクシフィルカスを筆頭に、放浪する彼らの見つけた幾千もの星々を超重力で飲み込み滅ぼしてきた。星という種から命が芽吹き、人という花が文明を咲き誇らせ、その文明の燗熟の果てに産み落とされた果実である怪獣（地球でいうところのゴジラ）を食らう存在とされている。ギドラを降臨させる儀式の要であり、ギドラにこの宇宙の存在を捕捉させる観測装置でもあるエクシフの神器・ガルビトリウムにも書かれている、エクシフの信仰に登場する七芒星はギドラの3本の首+2本の尾+2枚の翼を意味し、告解する者に手を2回振り下ろす行為は身体を3つに分けてギドラに捧げることを暗示している。また、2035年の報告書では、スラブ民族やテュルク系民族の伝承に登場する複数の首を持つ竜ズメイ、多くの文明で魔除けや吉祥として重んじられる雷紋とも関係があると指摘されていた。
次元の狭間に潜む高次元エネルギー体であり、次元を超えてマルチバースを跨いで移動することが可能な超越存在である。出現するだけでブラックホールが形成されるほどの重力制御能力を有しているほか、主人公のハルオ・サカキたちが存在する宇宙（地球次元）とは物理法則の系そのものが異なる異次元の存在であるがゆえ、人間の感覚器官では五感によって認識できるが電子機器では異常な重力場の拡大以外は検知・解析ができず、干渉・捕捉もできない。召喚時には歪曲重力場および時空間曲率の破綻による特異点が発生し、惑星上に出現する際には異常重力場による上昇気流で巨大な積乱雲を発生させる。周囲ではあらゆるデータの送受信が時間的整合性を失うため、作中では外部信号が120秒前からループし続ける、数十秒前に死亡しているはずの相手と通信する、まだ生きているはずなのに生命反応が途絶したと表示されるなど、不可解な現象が発生した。
地球次元側からの観測や干渉を一切受け付けず、ギドラだけは自在に地球次元側の存在に干渉できる絶対的な優位性を有している。異次元の物理法則で地球次元側に干渉することにより、自分への物理攻撃はすり抜けつつ自分は一方的に相手に触れることができ、噛みついた場所からは分子振動の激しさを無視して一方的に熱を奪え、10万トン以上の体重を誇るゴジラ・アースを宙に浮かせ、噛み付かれた対象も実在が異次元法則に侵食されてギドラと同じように計測値が曖昧になっていく。ギドラ周辺の空間は著しく湾曲されているため、ゴジラの熱線はまったく干渉されていないにもかかわらず捻じ曲げられる。一方、地球次元側と同様にギドラ単体では地球次元側の存在を観測できないという弱点を抱えており、捕食対象の捕捉にはエクシフの神官であるメトフィエスなどエクシフによる観測を必要とする。さらに、召喚中にガルビトリウムを砕かれると地球側の物理法則に捕まってしまい、地球次元側からの干渉を無効化できなくなるだけでなく、異次元法則による現象の不整合が補正されていき、異常重力場は減衰してエルゴ領域も急速に閉鎖を始める。
第二章『決戦機動増殖都市』では、ハルオがゴジラ・アースに対して抱いた恐怖心を和らげるため、メトフィエスがゴジラ以上の脅威としてその名を伝える。
第三章『星を喰う者』では、メトフィエスやエクシフの族長エンダルフが、メカゴジラシティの陥落にともなってエクシフの宗教にすがった先遣隊の生き残りやアラトラム号の人々とともに儀式を執り行い、地上の生存者たちを生贄とすることでアラトラム号周辺に召喚される。アラトラム号を撃沈した後には地上へ降臨し、ゴジラ・アースと対峙する。ゴジラ・アースとの戦いでは、地球側の物理法則を超越してゴジラ・アースの一切の干渉を受けつけず、自身は別次元の法則によって核兵器すら通じない「非対称性透過シールド」を無視した直接攻撃を行い、ゴジラ・アースの実在を自身の次元法則で侵食して喰らい尽くそうとするが、メトフィエスが右目に埋め込んでいたガルビトリウムをハルオに破壊された結果、地球次元側へ引き込まれて地球の物理法則に捕まって実体化し、反撃へ転じたゴジラ・アースに現出元のブラックホールを熱線で破壊され、撃退された。ただ、完全に消滅したわけではなく、地球で文明が再興されればいずれまた降臨する可能性は残っている。

### 造形（アニメーション）
3DCGモデルは監督の瀬下寛之のラフスケッチを元に川田英治が担当。当初は瀬下が「全体が絶えず変化する」というプランを持っており、それに基づき試作してみたがイメージと違うことが判明し、蛇の玩具のような鎖状に変更となった。
瀬下によるテーマは稲妻。「ゴジラがまったく違う進化をしたら」という発想からスタートし、「トゲ」と「ドラゴン」と「金色」をイメージポイントとしてマケット（造形の方向性を説明するための検討用モデル）のモデリングが進められた。鱗に相当する部分は植物の薔薇や柊の棘がモチーフとなっており、攻撃性が表現されている。ドラゴンのイメージは劇中に登場するゴジラの派生怪獣セルヴァムをベースにしており、マケットのモデリングもセルヴァムからの進化という方向性を軸にセルヴァムのモデルから発展させる形で行われ、翼のシルエットにその雰囲気が残された。3つの頭部は奇形的な発想でそれぞれ形状が異なり、普通の形のものが崩れて恐ろしいものに見えているというアンシンメトリーな印象を与えられた。複数の目玉を備え、どの角度から撮っても目が映るよう配置されている。。
アニメーションでは、劇中の世界観に則ると20キロメートルに達する超長大な首の制御が課題となった。ギドラの首全体を一度に制御することは困難であるため、アップ時に細かく制御するもの、同じ長さで制御が簡略化されたもの、ロングでダイナミックに動く長大なものの3種類のコントローラーを用意し、レールの上を連結した列車が走るというイメージであらかじめギドラが動く軌道を指定し、複数読み込んだコントローラーを連結させて走らせるという手法がとられた。また、内部には光の粒子が必要とされたが、パーティクルを立体ポリゴンで扱うMayaで粒子を表現すると膨大なポリゴン数となってしまい、別途レンダリングした粒子のパーティクルを後からコンポジットで重ね合わせ、内部の粒子を表現することになった。

## 『ゴジラ キング・オブ・モンスターズ』のキングギドラ
映画『ゴジラ キング・オブ・モンスターズ』（2019年）に登場。
南極の氷塊の中で眠っているところをモナークに発見されて管理下に置かれていたが、エマ・ラッセル博士と結託したアラン・ジョナ率いるテロ組織の爆破工作によって目覚めさせられる。モナークからモンスター・ゼロというコードネームを与えられている。
太古からゴジラのライバルとして何度も戦ったとされる最強の怪獣であり、西洋におけるあらゆる神話などで伝承される悪のドラゴンらのもとになったとされる。その反面、詳細な資料や記録が残っておらず、これについては「その力を恐れ、忘却したかったために記録しなかった」とアイリーン・チェン博士は推測している。また、ギドラに対して東洋におけるドラゴン=竜=ゴジラは神聖な存在として伝承されたとも推測された。
正体は太古に宇宙から飛来した外来生物、すなわち宇宙怪獣であり、嵐など気象を自在に操る、頭部を1本失っても短時間で再生する、オキシジェン・デストロイヤーが効かないなど、地球上の自然摂理を逸脱した能力を有している。知能が高いうえに性格は極めて凶暴で、怪獣とコミュニケーションを取る装置「オルカ」やそれを扱う人間を障害と見なし、激しい憎悪をむき出しにする。また、ゴジラを上回る力を持つが地球外生命体であるがゆえに地球のバランスを保つ存在ではないとして、ゴジラを怪獣王と考える芹沢猪四郎博士には「偽りの王」と称され、他の面々にも「外来種」と称される。なお、基本的には「ギドラ」と呼ばれており、日本語吹替版では「キングギドラ」と訳されてはいるものの、「キングギドラ」の呼称は1回用いられるだけである。
南極での覚醒時には存在を感知したゴジラと交戦し、多量の電気を吸収して全身から放つ引力光線で悶絶させると、南極モナーク施設を壊滅させてハリケーンをまとい、身を隠す。その後、メキシコにて覚醒したラドンとプエルトリコ沖での空中戦では、圧倒して海に叩き落とす。そこへ追跡してきたゴジラとの再戦では、海中に引きずり込まれて左側の首を噛みちぎられるが、両者を倒そうとアメリカ軍の放ったオキシジェン・デストロイヤーに平然と耐えて飛び去り、左側の首も再生する。
やがて、自身の配下となったラドンをはじめとする各地で眠っていた地球怪獣（タイタン）たちを一斉に覚醒させ、世界各地への攻撃を開始するが、マディソン・ラッセルがオルカを使ってタイタンをなだめると、それを排除しようとボストンに襲来する。芹沢が自らの命と引き換えに起動した核弾頭のエネルギーを吸収して復活したゴジラおよびアメリカ軍と交戦し、ゴジラへの加勢に飛来したモスラにラドンを差し向けて妨害する一方、発電所から大量の電気を吸収して引力光線で航空機部隊を壊滅させる。さらには、ゴジラを首で捕縛して高々度から落下させて昏倒に陥らせ、モスラを引力光線で消滅させる。
だが、飛散したモスラの粉を吸収して復活したゴジラに再度形勢を逆転された後、超高温の体内放射を連続で浴びせられ、ほぼ全身を焼き尽くされる。中央の首だけとなってもまだ生きていたが、ゴジラに咥えられた状態から放射熱線を浴びせられ、完全に消滅する。エンドロール後、プエルトリコ沖に放棄されていた左側の首をジョナが地元漁師から買い取るシーンで、本編は終了している。
次作『ゴジラvsコング』（2021年）では、この首内の頭蓋骨がロボット兵器メカゴジラの完成につながることとなるほか、その前日譚に当たるグラフィックノベル『キングダム・コング』 (KINGDOM KONG)では、生前に発生させた太平洋上の嵐がキングコングの故郷である髑髏島の生態系を崩壊させた遠因となっている。詳細はメカゴジラ#モンスター・ヴァースのメカゴジラおよびキングコング (架空の怪獣)#モンスター・ヴァースのコングを参照。

### 制作（KOM）
本作品では全編CGで描かれ、動きがスーツよりも滑らかになっている。日本版よりも翼のボリュームが増しており、尾の先端は『モスラ3』や『大怪獣総攻撃』のように棘が目立ち、翼を前脚の代わりにして地上を駆ける。中央の首は『FINAL WARS』のカイザーギドラのように前に出ている。首は各自の性格が異なっており、中央の首が真面目なリーダー格として、攻撃的でしつこい左の首や周囲への好奇心を持つ右の首に注意したり指示したりする様子が描かれている。また、南極での覚醒時には逃げ遅れた人間を捕食する様子も描かれている。
『怪獣大戦争』のようなコードネーム、『大怪獣総攻撃』のような氷の中からの復活、『モスラ3』のような再生能力、カイザーギドラのようなエネルギー吸収能力など、歴代の登場個体の要素や能力が採用されている。
モーションアクターはジェイソン・リーズ、アラン・マクソン、リチャード・ドートンの3名で、それぞれ各頭部を担当した。監督のマイケル・ドハティがインタビューで明かしたところによれば、生き物としてリアルに表現するため、撮影現場では物理的に3名を縛っていたほか、中央の頭が「イチ」、右側の頭が「ニ」、左側の頭が「サン」もしくは「ケビン」と呼ばれていたという。なお、BGMにはスタジオで僧侶に詠唱してもらった般若心経を用いたという。
デザインは、レガシー・エフェクツ。西洋のドラゴンよりも東洋の龍に近づけるよう、2本の尻尾と3つの頭、適切なサイズの角と特別な形の翼も必要とのドハティによる指示のもと、プロダクション・デザイナーのスコット・チャンブリスが現代の文化にドラゴンが溢れかえっているので最も退屈なものになるリスクがあったと明かした結果、前述の性格が異なる首が採用されたという。

## 『流星人間ゾーン』のキングギドラ
特撮テレビドラマ『流星人間ゾーン』（1973年）第5話・第6話に登場。
ゾーンの宿敵であるゴールドガロガが、未来科学総合研究所の大気中の一酸化炭素を減らすブルーグリーン装置を破壊するために送り込んだ「宇宙の覇者」であり、最強戦力の「宇宙超恐獣」として登場する。
第5話で太陽エネルギーを吸収するガロガの「ダークプリズム作戦」により、エネルギーを補給できなくなったゾーンファイターに対して翼を使った暴風と3つの口から放射する引力光線で有利に戦うが、ゾーングレートのボルトサンダーであえなく形勢を逆転される。
第6話では金星にてゾーンファイターと戦うが、3本の首をそれぞれへし折られた末、ミサイルマイトを大量に浴びせられるなどしてまたしても敗北し、宇宙へ逃げ帰る。絶命には至らないが、隊員は「キングギドラはもう立ち直れない」と発言する。
- 関連書籍などでは『地球攻撃命令 ゴジラ対ガイガン』（1972年）と同一個体とするものもある[出典 7]。
- スーツアクターは図師勲。
- 着ぐるみ自体は『地球最大の決戦』以来改修を重ねて使用されたもの[62][63]。すでにボロボロの状態であり[出典 8]、テレビの撮影現場では映画のような操演はできず、ただ立っているだけの状態がほとんどだった。この造形物は本作品での使用が最後となり[66]、従来は撮影後に処分されたといわれていたが[67]、1979年に酒井敏夫が『週刊少年ジャンプ』[要文献特定詳細情報]の特集記事で、東宝の倉庫に保管されているのを確認している。飛び人形は『ゴジラ対ガイガン』のものを流用している[13]。
- バンダイのプラモデル「ザ・特撮コレクション」の1/350キングギドラはモデル自体は翼の付け根に鱗がある『怪獣総進撃』（1968年）時のものであるが、説明書の表紙の写真は、このキングギドラの写真である。

## 『ゴジラアイランド』のキングギドラ
特撮テレビドラマ『ゴジラアイランド』（1997年 - 1998年）に登場。
X星人の操る宇宙超怪獣として、第1シーズンの「キングギドラ編」に初登場。
凶暴電波が消えて正気を取り戻したゴジラのもとへザグレスによって送り込まれ、ゴジラ、ラドン、子モスラと交戦して海に転落するが、ザグレスのヴァバルーダが放った「滋養強壮赤マンダドリンク光線」を浴び、3倍にパワーアップして復活する。しかし、ゴジラを圧倒するもトレマのミラクル念力を受けた影響で押されていき、宇宙へ退散する。
その後、第2シーズンの「ミサト登場編」で怒ったランデスにより、宇宙から召還されて再登場する。Gガード基地を攻撃してモゲラを撃退し、駆けつけて来たゴジラを苦しめるが、ミサトにダンスグロビンを吸わされてダンスを踊らされ、撤退する。
- 造形物はバンダイのソフビ人形東宝怪獣シリーズ[72]。一部シーンでは『怪獣大戦争』の映像を流用している[73]。

### 『ゴジラアイランド』のメカキングギドラ
第1シーズンの「メカキングギドラ編」に初登場。
ザグレスが怪獣自動販売機で買ったメカ怪獣で、ランクはグレードB、価格は250万宇宙ゼニー。本当は下記のハイパーメカキングギドラを買おうとしていたが、このときのザグレスは赤字財政だったため、渋々こちらを買う。購入して早々ゴジラに差し向けられるが、実はこのとき別売りのオプションのコントローラーと電子頭脳が入っておらずまともに動けなかったため、たやすくゴジラに倒されてGガードに奪われ、有人機に改造されて神宮司司令が乗り込み、逆にヴァバルーダ攻撃のために利用される。だが、すぐにザグレスに奪い返された後、ザグレスがオプションのコントローラーと電子頭脳を購入して取り付けたことにより、まともに動けるようになってGガード基地を攻撃する。戦いを挑んだゴジラと互角に戦うが、のちに駆けつけたGガード司令官の乗るメカゴジラが必死に戦う姿を見て奮い立った怪獣たちの猛反撃に遭い、右の首を引きちぎられて逃げ去る。
その後、「さよならトレマ編」で暗黒大皇帝によって首を修理された姿で再登場する。このときはゴジラが不在だったために他の怪獣を次々となぎ倒し、カマキラスとともにGガード基地にも大被害を与える。帰ってきたゴジラと一致団結した怪獣たちの猛反撃に遭い、またしても右の首を引きちぎられて退散する。
- 武装は口から吐くレーザー光線。映画では虹色と金色だったが、終始白の光線を吐く。
- 「メカギドラ」と呼ばれることが多い。ルーカスには「メカギドラではなく、バカギドラ」と呼ばれている。
- 造形物はバンダイのソフビ人形だが、オリジナルと違い首はすべてメカで、翼の表側の色が銀一色になっている[86]。

### ハイパーメカキングギドラ
上記のメカキングギドラの最高級品。初登場は第1シーズンのメカキングギドラ編だが、ここでは名前のみの登場で、実物が登場したのは第2シーズン完結編から。本作品最後の敵怪獣でもある。
怪獣自動販売機で販売されており、価格は1千万宇宙ゼニーで、ランクはスペシャルグレードA。ザグレスが地球に戻る途中で購入する。尾以外はすべてメカで、両翼は金色になっている。翼が大きく足が太い。また、カラーリングもメカキングギドラと比べると全体的に黒ずんだ色合いをしており、ところどころに赤い三角形のマーキングがある。武器は赤色のレーザー光線に加え、中央の首から吐く凍り漬け光線（氷漬け光線、冷凍ビーム）に命中したものはたちまち氷漬けになり、ゴジラも一時冷凍される。全体的な戦闘力も通常のメカキングギドラより高く、最高級品にふさわしい性能を有する。このほか、身体の一部が破損しても内部から修復プログラムを起動することで、自己修復が可能。
地球攻撃隊隊長に再任命されたザグレスが、ワープゲート奪還のために乗ってゴジラアイランドを攻撃する。氷付け光線でGガード基地を氷付けにして一時的に基地の機能を麻痺させ、ゴジラすら凍結させるが、ザグレスを追って戻ってきたトレマの呼びかけで復活したゴジラに反撃されて一時退散し、終盤で再登場する。このとき、ザグレスがいつの間にか購入していたトラクタービームを付け加えており、ワープゲートを奪おうとするが、そこに駆けつけたトレマのパンナトルテとミサトのタルトクープ、そして司令官の乗るメカゴジラとゴジラと交戦する。これにレーザー光線で応戦するもミサトたちの攻撃で左の首を破壊されたうえ、ゴジラを再度氷漬けにしようと放った氷付け光線もゴジラの放射熱線で押し返され、中央の首も破壊されてダウンする。次にザグレスは修復プログラムを起動し、破壊された首が再生して復活するが、この直後にミサトがワープゲートの設定を逆転させたため、ザグレスごとワープゲートの向こうに吸い込まれる。
- 通常のメカキングギドラ同様、「ハイパーメカギドラ」[83]と呼ばれることが多い。『宇宙船 YEAR BOOK 1999』ではハイパーギドラと記載している[82]。

## 『フェス・ゴジラ』のキングギドラ
『フェス・ゴジラ』では初の連作であることからも、同一の個体が続いて登場する。

### 『フェス・ゴジラ4 オペレーション ジェットジャガー』のキングギドラ
2023年11月3日開催のイベント「ゴジラ・フェス 2023」にて上映された新作特撮短編『フェス・ゴジラ4 オペレーション ジェットジャガー』に登場。
ミレニアムシリーズでの容姿に、昭和ゴジラシリーズでの要素（空中に発生した爆炎から変化する過程を経て実体化し、鳥居の彼方にて引力光線を放ちながら破壊活動に勤しむなど）を併せ持つ。
とある市街地にてジェットジャガーにとどめを刺そうとするゴジラの上空へ飛来し、実体化に際して放った引力光線でゴジラを昏倒させると、市街地へ降着して周囲への破壊活動を開始する。その脅威を目の当たりにしたジェットジャガーとゴジラは、一時休戦を経て共闘へ移行することとなる。
制作
本作品に登場するジェットジャガーは、『ゴジラvsメカゴジラ』のように対ゴジラ兵器としてゴジラと戦わせることとなったが、最後には『ゴジラ対メガロ』のように両者に握手をさせたかったため、第3の敵が必要となった。当初は『フェス・ゴジラ3』に登場したガイガン（の再登場）を提案されたが、新しい驚きが欲しいと東宝から言われたため、強く見える敵として操演できる状態にもあり、（丸紅の）CMで使われて間もなかったキングギドラが選ばれた。
後述のようにスーツは『ゴジラ・モスラ・キングギドラ 大怪獣総攻撃』（2001年、以下『GMK』）の改修版であるため、元々は悪役ではないが、彼らには味方や敵という概念はなく、3体は戦う宿命にあるものということとなった。
なお、今回のキングギドラについては登場も含めて一切の情報がイベント当日まで伏せられており、上映映像にて初めて明かされた。『フェス・ゴジラ』シリーズにおけるスーツアクターの1人であるよしだひかるは、アクター補助など裏方での参加に回った今回について、「ネタバレになってしまうので当日まで何も情報を書けなかった」との旨を自身のX（旧：Twitter）にて明かしている。

造形
スーツは『GMK』の改修版（改修の詳細についてはキングギドラ (ミレニアムシリーズ)#造形を参照）。キングギドラについては、操演部の人数もキングギドラ用にかなりの人数が増え、操演用のトラスも組まなければいけないため、前作までの体制では無理であったことから、東宝の人間やスタッフなどが動員されたという。

撮影・演出
スーツアクターは松本直也。
首や翼は、操演の川口謙司やその助手たちによってワイヤーで操演されている。監督の中川和博は、あまりアクションはなかったがラスボス感は出したいと思い、3つの首の位置やバランスは意識するように川口に依頼したという。
初登場シーンは初代のようにしたかったが、現代の技術で初代当時のスタッフがしたかったであろう表現にしたかったという。また、初代のように鳥居が映るシーンを入れている。

### 『フェス・ゴジラ5 怪獣大決戦』のキングギドラ
2024年11月3日開催のイベント「ゴジラ・フェス 2024」にて上映された新作特撮短編『フェス・ゴジラ5 怪獣大決戦』に登場。
連携して向かってくるゴジラとジェットジャガーを迎え撃ち、ゴジラの放射熱線をバリアで受け流すように手前で割って弾いたうえ、ジェットジャガーも含めて引力光線で弾き飛ばす猛攻を見せる。ジェットジャガーの新武装「Gクロー」による一閃をも弾くが、スライディングで背後に回られてジェットジャガーの方へ振り向いた隙を背後からゴジラに放射熱線で攻撃され、一度は倒れる。しかし、まもなく復活して引力光線でジェットジャガーをビル群へ弾き飛ばしたうえ、ゴジラを肉弾戦で圧倒して3色の引力光線で空中へ浮遊させて反撃を封じたところ、ジェットジャガーに左腕のGクローで胸部を穿たれてゴジラに着地されてしまい、放射熱線を受けて威力を増した右腕のGクローの一閃で真中の首を切断され、すかさず両手で左右の首を押さえ込まれる。最後は、ジェットジャガーのアイコンタクトに応えたゴジラの放射熱線でジェットジャガーごと胸部を貫かれ、爆散する。
なお、日本政府の面々には「ギドラ」としか呼称されていない。これは、作中世界の伝承にミレニアムシリーズと同様の「魏怒羅」が存在していたためであり、それゆえにこの個体は魏怒羅と容姿こそ酷似しているがまったく別物の宇宙怪獣であることが、面々の会話によって語られている。
制作
本作品は『オペレーション ジェットジャガー』の続編にする前提で考え始められており、キングギドラは操演が大変であったために早期に退場させる予定であったが、前作を観ていた人たちが期待している作品にはならないだろうと思ったことから、キングギドラを登場させたままで行くこととなった。
3色の引力光線は、『地球最大の決戦』のポスターに描かれたトリコロールカラーのキングギドラがヒントになっており、吐く直前で一瞬だけトリコロールカラーに見えるように光らせている。なお、名称については劇中で言及されていないが、日本政府の博士役を演じた笠井信輔により、上映後の解説時に「ギドラ・グラビティ」と称されている。

造形
スーツは『オペレーション ジェットジャガー』と同じく『GMK』の改修版であるが、本作品ではアクションに対応できるようにアレンジされた。
開米プロダクションによる首周りの補修を経て、角は白に、眼球はGMKゴジのように黒目のない白にそれぞれリペイントされ、形状こそ（魏怒羅と）同じでも異なる宇宙怪獣であるというアプローチをしたという。スーツアクターが手を左右の首に入れた状態で口の開閉を行えるギミックが開米プロによって仕込まれており、アクションを描くうえでは手を入れて動かすことから短い首にせざるを得なかったが、アクションを重視して首を長く見せることは断念された。撮影時の効率も考慮され、スーツから首を外してギニョールとしても使えるようになっており、ゴジラとの接近戦ではアップシーンなどで多用された。このギニョールについては、アクション部の掛川将希が担当している。

撮影・演出
スーツアクターは井口尚哉。井口は本作品がシリーズ初参加となる。
専用のトラスをスタジオ天井に組み、そこからキングギドラをワイヤーで吊って操作している。冒頭の破壊活動による炎を背後にして咆哮するシーンでは、キングギドラを悪く見せるために合成ではなく背後に火薬とガスバーナーを配置して燃え盛る炎を表現しているほか、カメラの手前にガスコンロを設置して稼働させることによって画面に揺らぎを生じさせ、撮影している。
Gクローが突き刺さるシーンは、複数の検討案を経て穴をスーツの胸部に開け、Gクローを固定して撮影された。首がGクローで斬られて跳ね上がるシーンは、グロくならないよう、ゴジラ映画の定番であった金粉（ラメ）ではなく細かい銀紙を舞わせており、爆発時は合成で足している。ゴジラを引力光線で操って空中に浮かび上がらせるカットは、周囲のビルも浮かせてそれを束にしてゴジラにぶつけることも考えられたが、美術の稲付正人から本作品の規模では難しいと言われ、現在のかたちとなった。
手を左右の首に入れる演技は、体力的にも負担がかかって長時間は困難であったが、アクションを重視したことから当初予定していたよりも手を入れるカットが増えている。

## 遊技機に登場するキングギドラ

### 『CRゴジラ3・4』のキングギドラ
ニューギンのパチンコ『CRゴジラ3・4』に登場。
宇宙から飛来した宇宙超怪獣キングギドラは、数々の怪獣を倒したゴジラの前に立ち塞がり、大都市で激闘を繰り広げる。首を噛まれるなどの激闘を経て、ゴジラの放射熱線と引力光線がぶつかった大爆発で市街地は焦土と化す。
『CRゴジラ4』ではガイガン、アンギラスとともにゴジラと戦うムービーがある。
- スーツアクターは西村郎（『CRゴジラ4』）。
- 平成VSシリーズで特技監督を務めた川北紘一による新撮の東宝怪獣が大挙登場し、キングギドラはゴジラとの交戦ムービーが新撮されている。『CRゴジラ3』での登場テーマは『ゴジラvsキングギドラ』のメインタイトル曲である。

### 『ゴジラ・パチスロウォーズ』のキングギドラ
宿敵ゴジラを倒すべく亜空間から登場する。噛みつきや引力光線でゴジラに挑む。容姿は『GMK』、鳴き声は平成VSシリーズ版のもの。

### 『P ゴジラ対エヴァンゲリオン〜G細胞覚醒〜』のキングギドラ
2022年稼働のフィールズのパチンコ『P ゴジラ対エヴァンゲリオン〜G細胞覚醒〜』に登場。
本作品では宇宙怪獣にして使徒の王という設定であり、A.T.フィールドも用いる強敵として、ゴジラやエヴァンゲリオン初号機の前に立ちふさがる。
2024年稼働の続編『P ゴジラ対エヴァンゲリオン セカンドインパクト G』では、上記作品の時点からストーリーの裏側で暗躍していたX星人に操られて地球襲撃に差し向けられていたことのほか、ゴジラとエヴァ初号機の「共闘」に遭って失敗に終わった結果、本作品ではカイザーギドラが差し向けられたことが明かされている。

## その他の作品
- 1966年に朝日ソノラマから発売されたソノシート『大怪獣戦 30怪獣大あばれ!!』収録の「宇宙怪獣対地球怪獣」では、地球を襲う宇宙怪獣の1体として登場する[103][104]。
- 『ゴジラ対ヘドラ』（1971年）では、キングギドラのソフビ人形が矢野研の所持しているおもちゃとして登場する。
- 『ゴジラ×メカゴジラ』（2002年）の背景設定として製作補の山中和史によって執筆された「特生自衛隊前史」では、劇中世界の1999年に出現し、特生自衛隊とモスラの共闘に遭って撃退された[105]。
- 『週刊少年マガジン』1966年36号のカラー口絵「カラー大企画 円谷監督のウルトラ怪獣園 ウルトラマンの超マッハ戦法 金星怪獣キングギドラと大決戦」（構成：大伴昌司、絵：南村喬之）では、初代ウルトラマンとキングギドラが戦うイラストが描かれた[106]。
- 漫画『怪獣王ゴジラ』では、悪の科学者であるマッド鬼山が操る宇宙怪獣「キングギドラIII世」が登場する。
- ゲーム『巨影都市』では、キングギドラが「巨影」の1体として登場する。

## 亜種怪獣
デスギドラ

モンスターX/カイザーギドラ

## 登場が検討されていた作品
『ゴジラvsキングギドラ』の続編として、未来人によるキングギドラではなく、『三大怪獣 地球最大の決戦』などに登場するキングギドラと同じく本来の設定の宇宙超怪獣であるキングギドラを敵に迎える『キングギドラの逆襲』が企画されていた。東宝プロデューサーの田中友幸は、キングギドラが連続してしまうことから『ゴジラvsモスラ』になったと述べている。
『ゴジラvsスペースゴジラ』でも宇宙超怪獣としてのキングギドラ（皇帝ギドラ）を敵に迎える作品が企画されていたが、直前に公開された『ヤマトタケル』に登場するヤマタノオロチがキングギドラに似ていたことから、スペースゴジラに変更された。製作の田中友幸は、アンケートで新怪獣を求める声が多かったことも理由に挙げている。

## テーマ曲
伊福部昭によるキングギドラのテーマ曲は、ホルンによるグリッサンド奏法を主題としている。伊福部は、初出である『三大怪獣 地球最大の決戦』でのキングギドラの出現シーンを「ロウソクの炎みたいなもの」と評しており、フォルテでは出しづらいと感じつつも怪獣の大きさを表現するため、低音楽器を用いた。また、宇宙怪獣であることから調性を感じさせないような不安定な音形とし、空を飛ぶ怪獣であることから低音の中に高い音形を入れ込んでいる。
『三大怪獣』の出現シーンでは、冒頭部がカットされている。伊福部によれば、当時はグリッサンド奏法は日本では一般的ではなかったため、楽譜には記されていたものの実際の演奏ではグリッサンドにはなっていなかったと評している。
『ゴジラvsキングギドラ』でのキングギドラのテーマ
冒頭の海底シーンでのテーマにはコントラファゴットを用いているが、ファゴットの特性である差音が録音には出ないことから譜面通りの音にならず、ピアノやバスクラリネットで補強している。
ドラットのテーマにはキングギドラと同じ主題を用いつつ、4オクターブ上げた音形を未来人のテーマと同じチェレスタ、ビブラホーン、ピアノの3楽器で仕上げている。
福岡の出現シーンでは、フルオーケストラによって演奏された。キングギドラが見えていない導入部はシンバルのみで表現し、身体が映ってからホルンによるテーマを流している。金管楽器での演奏は、奏者が脳震盪を起こすほど疲労するものであったため、通して演奏してはおらず同じフレーズはテープ処理としている。

『モスラ3』でのキングギドラのテーマ
平成モスラシリーズでの楽曲は、渡辺俊幸が担当した。渡辺は、同じギドラ族という想定から、『モスラ』でのデスギドラのテーマを踏襲した旋律と無調性の楽曲としている。

『ゴジラ モスラ キングギドラ 大怪獣総攻撃』でのキングギドラのテーマ
『ゴジラ モスラ キングギドラ 大怪獣総攻撃』での楽曲は大谷幸が担当した。キングギドラのテーマでは男声合唱を用いており、女声合唱によるモスラのテーマと表裏一体の楽曲としている。

## 他作品への影響
- 映画『ヤマトタケル』の特報では、ヤマタノオロチの造形物として既存のキングギドラの首[注釈 13]にCG加工したものを用いている[118]。
- 特撮テレビドラマ『幻星神ジャスティライザー』には、メカキングギドラの首を2本にしたような姿の「星神獣リュウト」が登場する[119]。また、映画『劇場版 超星艦隊セイザーX 戦え!星の戦士たち』には、強敵であるボスキートが巨大化してキングギドラの首を2本にしたような姿の「マンモスボスキート」が登場する[119]。
- 山本弘のSF小説『MM9』には、キングギドラをモチーフにした[120]、8本の竜の首と女性の上半身の計9本の首を持つ怪獣「クトウリュウ」が登場し、鳴き声や攻撃手段の光線がキングギドラのものに類似している。
- 柳内たくみのファンタジー小説『ゲート 自衛隊 彼の地にて、斯く戦えり』では、翼を持って口から火を吐く炎龍の姿を見た自衛官が、「首一本のキングギドラか？」と言うシーンがある。それに対し、主人公の伊丹は「古いなぁ」と呟く。
- エニックス（現：スクウェア・エニックス）のテレビゲーム『ドラゴンクエストIII そして伝説へ…』には、「キングヒドラ」という5つ首のボスモンスターが登場する。

## 逸話
- 2019年に日本近海で発見された新種の生物キングギドラシリスの名は、枝分かれした特徴的な外見からキングギドラにちなんで名付けられた[121][122]。
- 中国では、金色や多頭の龍であることなど、中国人が好む要素が多いことからキングギドラが人気である[24]。西川伸司は、中国でのイラストのリクエストはキングギドラが圧倒的に多いと証言している[24]。